# Lotta greco-romana ai Giochi della XVI Olimpiade - Pesi mosca
La competizione della categoria pesi mosca (fino a 52 kg) di lotta greco-romana dei Giochi della XVI Olimpiade si è svolta dal 3 al 6 dicembre 1956 al Royal Exhibition Building di Melbourne

## Formato
Ad ogni incontro venivano assegnate le seguenti penalità:
- 0 = Al vincitore per schienata
- 1 = Al vincitore per decisione (verdetto di tre giudici)
- 2 = Allo sconfitto per decisione (1:2)
- 3 = Allo sconfitto per decisione (0:3) o schienata

Con cinque penalità o più il lottatore veniva eliminato.
I tre lottatori rimasti disputavano un torneo finale con i risultati acquisiti nel precedenti turni.

## Risultati
| Legenda                                  | Legenda |
| ---------------------------------------- | ------- |
| Lottatore con 5 penalità o più Eliminato |         |

### 1º Turno
Si è disputato il 3 dicembre.
| Vincitore        | Pen. | Risultato | Sconfitto          | Pen. |
| ---------------- | ---- | --------- | ------------------ | ---- |
| István Baranya   | 1    | 3:0       | Borivoj Vukov      | 3    |
| Maurice Mewis    | 0    | Schienata | Monty Hakansson    | 3    |
| Ignazio Fabra    | 1    | 2:1       | Dursun Ali Eğribaş | 2    |
| Dick Wilson      | 1    | 3:0       | André Zoete        | 3    |
| Nikolaj Solov'ëv | 1    | 2:1       | Dumitru Pîrvulescu | 2    |
| Bengt Johansson  | 0    | Esentato  |                    |      |

### 2º Turno
Si è disputato il 4 dicembre.
| Vincitore          | Pen. | Risultato | Sconfitto       | Pen. |
| ------------------ | ---- | --------- | --------------- | ---- |
| Borivoj Vukov      | 4    | 3:0       | Bengt Johansson | 3    |
| István Baranya     | 2    | 3:0       | Maurice Mewis   | 3    |
| Dursun Ali Eğribaş | 2    | Schienata | Monty Hakansson | 6    |
| Ignazio Fabra      | 2    | 3:0       | Dick Wilson     | 4    |
| Nikolaj Solov'ëv   | 1    | Schienata | André Zoete     | 6    |
| Dumitru Pîrvulescu | 2    | Esentato  |                 |      |

### 3º Turno
Si è disputato il 5 dicembre. 
| Vincitore          | Pen. | Risultato | Sconfitto       | Pen. |
| ------------------ | ---- | --------- | --------------- | ---- |
| Dumitru Pîrvulescu | 3    | 3:0       | Bengt Johansson | 6    |
| Borivoj Vukov      | 5    | 3:0       | Maurice Mewis   | 6    |
| Ignazio Fabra      | 3    | 3:0       | István Baranya  | 5    |
| Dursun Ali Eğribaş | 2    | Schienata | Dick Wilson     | 7    |
| Nikolaj Solov'ëv   | 1    | Esentato  |                 |      |

### 4º Turno
Si è disputato il 6 dicembre. 
| Vincitore          | Pen. | Risultato | Sconfitto          | Pen. |
| ------------------ | ---- | --------- | ------------------ | ---- |
| Dursun Ali Eğribaş | 3    | 3:0       | Nikolaj Solov'ëv   | 4    |
| Ignazio Fabra      | 4    | 3:0       | Dumitru Pîrvulescu | 6    |

### Turno finale
Si è disputato il  6 dicembre.
| Vincitore          | Pen. | Risultato | Sconfitto          | Pen. |
| ------------------ | ---- | --------- | ------------------ | ---- |
| Ignazio Fabra      |      | 2:1       | Dursun Ali Eğribaş |      |
| Dursun Ali Eğribaş |      | 3:0       | Nikolaj Solov'ëv   |      |
| Nikolaj Solov'ëv   |      | Schienata | Ignazio Fabra      |      |

## Classifica finale
| Pos.    | Atleta             | Nazione          | V.S. |
| ------- | ------------------ | ---------------- | ---- |
| Oro     | Nikolaj Solov'ëv   | Unione Sovietica | 1:1  |
| Argento | Ignazio Fabra      | Italia           | 1:1  |
| Bronzo  | Dursun Ali Eğribaş | Turchia          | 1:1  |
| 4       | Dumitru Pîrvulescu | Romania          |      |
| 5       | István Baranya     | Ungheria         |      |
| 6       | Borivoj Vukov      | Jugoslavia       |      |
| 7       | Maurice Mewis      | Belgio           |      |
| 7       | Bengt Johansson    | Svezia           |      |
| 9       | Dick Wilson        | Stati Uniti      |      |
| 10      | Monty Hakansson    | Australia        |      |
| 10      | André Zoete        | Francia          |      |